# كالفين واربورتون
كالفين واربورتون (بالإنجليزية: Calvin Warburton)‏ هو سياسي أمريكي، ولد في 28 مايو 1910، وتوفي في 16 أكتوبر 1995.